# あおもり信用金庫

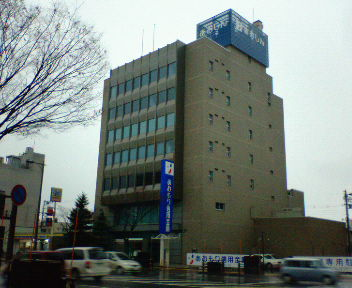
あおもり信用金庫 本店（現：青い森信用金庫 青森営業部）

あおもり信用金庫（あおもりしんようきんこ）は、かつて青森県青森市に本店を置いていた信用金庫。略称は「あおしん」。
2009年11月9日に八戸・下北の県内2信用金庫と合併し、青い森信用金庫となった。

## 沿革

### 北奥羽信用金庫
- 1914年2月 - 有限責任青湾信用組合が設立される。
- 1951年1月 - 浪岡信用組合が設立される。
- 1951年10月 - 青湾信用組合は信用金庫法に基づき、青湾信用金庫に改組。
- 1952年4月 - 浪岡信用組合は信用金庫法に基づき、浪岡信用金庫に改組。
- 1970年10月1日 - 青湾信用金庫（存続金庫）と浪岡信用金庫が合併し、あらたに北奥羽信用金庫が設立される。
- 1971年2月 - 昭和信用金庫を合併する（1927年に昭和信用組合として設立され、1952年に昭和信用金庫に改組[1]）。

### 青森信用金庫
- 1914年 - 津軽信用組合として設立。
- 1922年 - 青森信用組合に改称。
- 1951年 - 信用金庫法に基づき青森信用金庫に改組。

### あおもり信用金庫
- 1996年8月26日 - 北奥羽信用金庫（存続金庫）と青森信用金庫が合併し、あおもり信用金庫に名称変更。
- 1998年3月23日 - 津軽信用金庫を合併する（1949年に津軽信用組合として設立され、1951年に津軽信用金庫に改組）。
- 2009年11月9日 - 八戸（存続金庫）・下北の2信用金庫と合併、青い森信用金庫に名称変更し、新金庫の本部・本店を八戸信金の本部・本店所在地に置く。

## 事業区域
青森市・弘前市・黒石市・五所川原市・つがる市・平川市・東津軽郡・西津軽郡・中津軽郡・南津軽郡・北津軽郡の全域及び、上北郡のうちの野辺地町

## 店舗
青森市・弘前市をはじめとする津軽エリアを中心に全36か店にて展開していた。

## 合併後の対応
青い森信用金庫となった以降、あおもり信金本店は「青い森信用金庫 青森営業部」となった。同時に店舗の統廃合や改称も実施された。